# Ben'ova
Ben'ova (Беньова; in polacco Beniowa; in russo Бенёва?, Benëva) è un centro abitato dell'Ucraina, sito nel distretto di Turka.

## Storia
Originariamente il paese sorgeva su entrambe le rive del fiume San; dal 1945 il fiume divenne confine fra la Polonia e l'Unione Sovietica, così il paese venne completamente distrutto e ricostruito a circa 2000 m di distanza, in territorio sovietico, presso la stazione ferroviaria. Dal lato polacco alcune rovine dell'antico paese sono oggi visitabili.